# حمن (إله)
حمن هو إله صقري في الديانة المصرية القديمة.

## أماكن العبادة
غالبًا ما كان يُعبد ككيان إلهي متحد مع حورس، مثل حورس-حمن سيد أصفون أو حوراختي-حمن حفات. أشار فلندرز بيتري إلى حمن كإله الطود. ويستخدم اسم حمن أيضًا كاسم لمدينة في مصر القديمة (كما ذكر فلندرز بيتري خلال دراسته لأبيدوس).

## بعض الأمثلة على القطع الأثرية التي تحتوي على إشارات إلى حمن
يُذكر حمن في عدد محدود من النقوش والنصوص. بعض هذه تشمل:
- في نصوص الأهرام، الفصل 231.[6]
- عنختيفي، حاكم مقاطعة يرجع تاريخه إلى الفترة الانتقالية الأولى، يظهر وهو يفحص أسطولًا، يقتل فرس النهر في المعلة خلال الاحتفالات ويقدم فرس النهر إلى حمن.[7]
- لوحة ذات قمة مستديرة من الأسرة الثالثة عشر تدعو بتاح-سوكر-أوزيريس وحورس-حمن سيد أسفينيس. كانت اللوحة سابقًا في مجموعة V. Golenishchev، لكنها الآن في موسكو، في متحف الدولة بوشكين للفنون الجميلة.[8]
- كبير النحاتين وسرحات الذي عاش في نهاية الأسرة الثامنة عشرة/بداية الأسرة التاسعة عشرة يذكر "جعل تماثيل العبادة تستريح في مزارها". حمن من حفات هو أحد الآلهة المذكورين بين الذين كان أوزيرهات مسؤولاً عنهم.[9]
- تمثال من زمن أمنحتب الثالث؛ الآن في أفينيون، متحف كالفات.[10][11]
- في الأسرة الثانية والعشرين، يذكر حمن من حفات كعراف. يظهر رجل يدعى إيكيني أمام حمن في حفات ويقول الإله "إيكيني على حق! لقد دفع (وما إلى ذلك)".[12]
- يظهر الملك تهارقا من الأسرة الخامسة والعشرين أمام الإله حمن في تمثال موجود الآن في متحف اللوفر.
- في حوالي عام 300 قبل الميلاد، لا يزال عبادة حمن نشطة كما يتضح من نقش لمسؤول يدعى هورنفر.[2]
- في قائمة معهد غريفيث: قطعة حجرية مع حمن ربما برأس صقر تظهر نص أمنحتب الثالث 'محبوب حمن سيد عيد السد'.[11]

## قراءة إضافية
- "Crime, Cult and Capital Punishment (Mo'alla Inscription 8)" by H. Willems, The Journal of Egyptian Archaeology Vol. 76, (1990), pp. 27–54, Retrieved 11 April 2015, (الاشتراك مطلوب)